# Trail di Portofino
Il Trail di Portofino è una gara di Trail running, che si svolge nella regione della Liguria, ogni anno nella seconda domenica di novembre. Dal 2009 la gara è inserita nel circuito regionale denominato Circuito Trail dei Monti Liguri.

## Percorso
Il tracciato della gara parte da Largo Amendola nel cuore di Santa Margherita Ligure (13 m s.l.m.) in provincia di Genova, dopo circa 2 chilometri di strada asfaltata entra all'interno del Parco naturale regionale di Portofino. Dopodiché prosegue fino alla cappelletta delle Gave e, giunto al valico di Pietre Strette (452 m s.l.m.), scende a San Rocco di Camogli per poi risalire nuovamente a Pietre Strette passando da località Toca. Da qui, lungo una discesa molto tecnica, arriva nella baia di San Fruttuoso passando sull'omonima spiaggia; risale poi a località Prato, quindi tocca in sequenza San Sebastiano, località Mulini, Nozarego, cappelletta delle Gave fino ad immettersi sulla strada provinciale tramite una crêuza. L'arrivo è posto in Piazza Martiri della Libertà dopo 23 km di saliscendi, tecnicamente e muscolarmente molto impegnativi, per un dislivello positivo di 1250 metri.

## Albo d'oro maschile
| Anno | Vincitore     | Secondo           | Terzo             |
| ---- | ------------- | ----------------- | ----------------- |
| 2008 | Lucio Fregona | Paolo Bert        | Lorenzo Trincheri |
| 2009 | Eris Costa    | Paolo Bert        | Daniele Fornoni   |
| 2010 | Stefano Butti | Daniele Fornoni   | Flavio Tomelleri  |
| 2011 | Paolo Bert    | Maurizio Fenoglio | Daniele Fornoni   |